# نادا مدنی
نادا مدنی (به عربی: ندى مدني، آوانگاری: زادهٔ ۱۶ اوت ۲۰۰۰) یک کشتی‌گیر زن آزادکار اهل کشور مصر است. وی سابقه حضور در المپیک ۲۰۲۴ پاریس را دارد.  